# سیارک ۵۷۶
سیارک ۵۷۶ (به انگلیسی: 576 Emanuela، نامگذاری:1905RF) پانصد و هفتاد و ششمین سیارک کشف شده‌است که در ۲۲ سپتامبر ۱۹۰۵ و در هایدلبرگ کشف شد.
قدر مطلق سیارک برابر ۹٫۴۰ است.